# 鹼式沒食子酸鉍
碱式没食子酸铋（英語：Bismuth subgallate），又称次没食子酸铋，是一种有机酸铋盐，化学式为C7H5BiO6。在医学上是一种铋剂，通常用于减少胀气和粪便臭味，以此达到治疗口臭的效果。它还被用于治疗幽门螺杆菌感染和伤口治疗。作为一种内部除臭剂，其常用于接受过胃肠道造口手术、减肥手术、大便失禁和肠易激综合征的患者。
在1974年的双盲实验显示，碱式没食子酸铋能有效减少接受回肠造口术患者的屁和粪便臭味。

## 副作用
碱式没食子酸铋能导致舌头和粪便变黑，但这是暂时的。
1974年，四名接受直肠癌腹会阴切除术患者在术后服用碱式没食子酸铋后，发现并检查出可逆性脑病变。
对碱式没食子酸铋过敏者应该禁用此药物，对患有肝肾疾病应谨慎使用。碱式没食子酸铋怀孕分级为C类，且极少量的药物会经过哺乳传递给婴儿。

## 结构

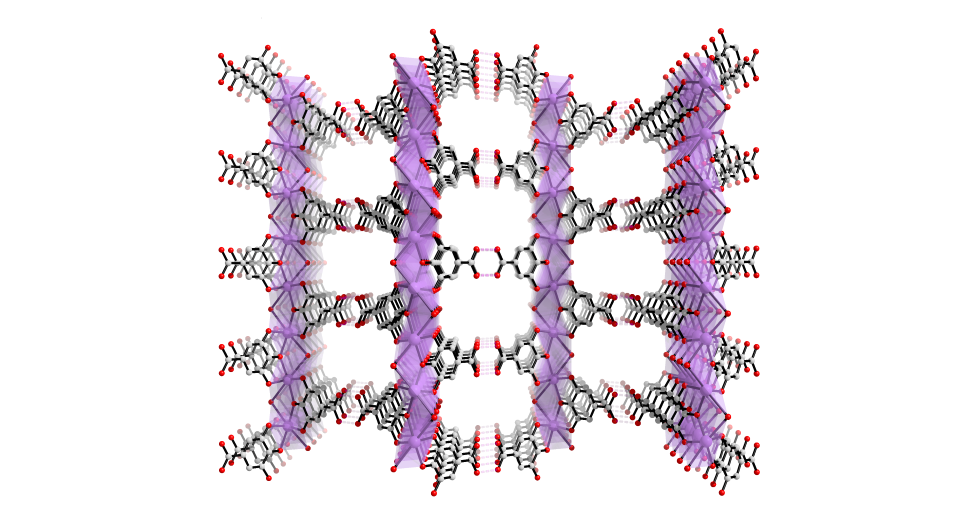
碱式没食子酸铋晶体结构

晶体结构表征显示碱式没食子酸铋晶体是一种配位聚合物，化学式为[Bi(C6H2(O)3COOH)(H2O)]n·2n H2O。没食子酸中酚羟基氧原子与铋离子螯合形成分子链。其晶体为一种纳米多孔材料，其开放孔道之间可以填充诸如二氧化碳等气体小分子。